# Axel Leijonhufvud (1819–1904)
Axel Christer Gregersson Leijonhufvud, född 14 maj 1819 i Gävle, död 9 december 1904 i Stockholm, var en svensk friherre och militär.

## Biografi
Leijonhuvud  blev volontär vid Hälsinge regemente 1836, furir samma år och student vid Uppsala universitet 1837. Han avlade underofficersexamen vid Svea livgarde samma år, officersexamen 1838 och blev underlöjtnant vid Hälsinge regemente samma år. Leijonhufvud blev löjtnant 1843, utexaminerades från Gymnastiska centralinstitutet 1848 och var besiktningsofficer vid Husqvarna Gevärsfaktori under en del av åren 1848 och 1849. Han blev kapten 1851, tredje major 1856, ledamot av Gävleborgs läns hushållningssällskap 1852 och sekundmajor 1860. Leijonhufvud befordrades till överste 1864 och var chef för Hälsinge regemente 1864–1868. Han var ledamot av krigsbefälet 1865, tillförordnad befälhavare i femte militärdistriktet under 1866 och chef för Närkes regemente 1868–1882. Med en bataljon av Närkes regemente närvarade han vid Karl XIV Johans statys avtäckande i Kristiania 1875. År 1878 blev Leijonhufvud ledamot i arméns fullmäktige. Han erhöll avsked med rätt att kvarstå som överste i armén 1882 och 1884 avsked ur armén. Leijonhufvud var delägare i Söderfors bruk. Han blev 1860 riddare och 1873 kommendör av första klassen av Svärdsorden, 1878 kommendör av Sankt Olavs orden samt 1883 riddare av Carl XIII:s orden.
Axel Leijonhufvud var son till överste Greger Leijonhufvud och Eleonora Ulrica Silfverstolpe. Han var far till Erik Leijonhufvud.